# 오병이어의 기적

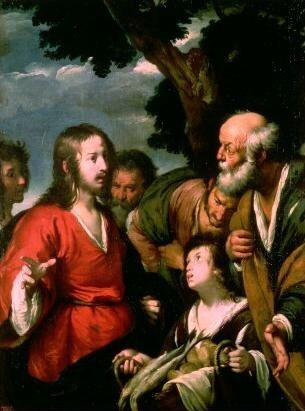
Feeding the multitudes: 17세기 초 베르나르도 스트로치의 작품.

오병이어의 기적(五餠二魚─奇蹟)은 예수의 기적 가운데 하나로, 예수가 한 소년으로부터 빵 다섯 개와 물고기 두 마리를 취하여 5천 명의 군중을 먹였다는 기적을 가리킨다. 간단히 오병이어라고도 한다. 오병이어의 기적은 빵과 물고기를 취하여 군중을 먹인 예수의 두 기적들 가운데 하나로, 마르코의 복음서 8장과 마태오의 복음서 15장에는 이와 유사하지만 다른 기적이 서술되어 있다.

## 본문
5,000명의 군중을 먹이신 기적인 이 기적은 신약성서의 사복음서에 모두 등장하는데, 각각 다음과 같다.
- 마태오의 복음서 14장 13~21절
- 마르코의 복음서 6장 31~44절
- 루가의 복음서 9장 10~17절
- 요한의 복음서 6장 5~15절

## 의미
가난한 이들에 대한 예수의 지극한 마음을 보여주는 이야기이다. 마르코의 복음서에서 이르기를 예수께서는 가난한 이들을 보면서 불쌍히 여기셨다고 말하는데, 이는 "장이 끊어질 것처럼 고통스럽다"라는 뜻을 가진 '스플랑크니조마이'를 옮긴 것이다. 로마제국, 로마제국의 간접통치자인 헤로데 왕실, 예루살렘 성전 제사장 세력들의 수탈 때문에 굶주리는 불쌍한 민중들의 처지를 헤아리면서 예수는 무척 마음이 쓰렸던 것으로 의미된다.

## 유사한 기적
빵과 물고기를 취하여 군중을 먹인 다른 유사한 기적으로서 4,000명의 군중을 먹이신 기적이 있으며 다음 복음서들에 있으며 루가복음과 요한복음에는 없다.
- 마르코복음 8장 1~9절
- 마태오복음 15장 32~39절

이 기적에서 예수는 군중에게 빵 일곱 개와 작은 물고기 몇 마리를 취하여 군중을 먹이는 기적을 보이셨다.

## 같이 보기
- 예수의 연대학
- 예수의 공생애
- 엘리사 (예언자)